# ブレイディ・ライター
ブレイディ・ライター（Brady Reiter 、2000年8月26日 - ）は、アメリカの女優。ニコロデオンのドラマシリーズ『100 オトナになったらできないこと』のミンディ・マイナス役で知られる。

## 出演作品

### ドラマ
- Big Time Rush
- ボクらのママに近づくな！
- 100 オトナになったらできないこと
- まほうのレシピ

### 映画
- 妖精ファイター2